# Tutine
La tutine est un composé chimique organique, de formule C15H18O6. C'est un métabolite secondaire du type des lactones sesquiterpéniques synthétisé par diverses espèces de plantes du genre Coriaria, poussant notamment en Nouvelle-Zélande. Cette substance, très toxique pour les mammifères, a de puissants effets convulsivants. Elle agit comme un puissant antagoniste du récepteur de la glycine (en). C'est également un antagoniste de l'acide γ-aminobutyrique (GABA). Sa structure moléculaire est proche de celle des sesquiterpènes convulsivants, comme l'anisatine, présents chez les badianes (Illicium ), et de la picrotoxine présente dans la coque du Levant (Anamirta cocculus),.
Cette molécule est utilisée dans la recherche scientifique sur le récepteur de la glycine (acide aminé). 
En Nouvelle-Zélande, la tutine peut provoquer des empoisonnements au miel toxique lorsque celui-ci est produit par des abeilles se nourrissant de miellat, exsudé par des insectes suceurs de l'espèce Scolypopa australis. En effet ces insectes piqueurs-suceurs se nourrissent de la sève des buissons de Coriaria arborea et d'autres espèces du genre Coriaria. Les cas de miel toxique sont rares et se produisent lorsque le miel en rayon est consommé directement à partir d'une ruche qui a récolté du miellat de larves de Scolypopa australis.